# Макрофаг
Макрофаг је крупна, покретна ћелија амебоидног облика која врши фагоцитозу страних честица или дотрајалих ћелија. Стране честице у најширем смислу представљају антигене. На површини ћелије се образују многобројни цитоплазматични наставци, слични псеудоподијама. У унутрашњости ћелије имају добро развијен лизозомски систем са широким спектром хидролитичких ензима
што је у вези са њиховом способношћу фагоцитозе. Због тога су раније сматрани делом ретикуло-ендотелског система. Воде порекло од моноцита.
Према органу у коме се налазе, а присутни су у великом броју органа тако да сви заједно образују једноједарни фагоцитни систем, могу се класификовати на:
- Купферове ћелије (Kupffer) у јетри;
- прашинасте ћелије или алвеолусне ћелије у плућним алвеолусима;
- остеокласти у костима;
- мождани макрофаги у ЦНС-у
- мкрофаги у лимфним чворовима и слезини;
- хистоцити у растреситом везивном ткиву;
- макрофаги плеура и перитонеума у серозним дупљама.